# Банцекин, Василий Николаевич
Василий Николаевич Банцекин (14 января 1923 года — ноябрь 1943 года) — Герой Советского Союза, советский связист, гвардии сержант.

## Ранние годы
Родился в гуслицкой деревне Лашино (в настоящее время относится к Орехово-Зуевскому району Московской области), в крестьянской семье. В 1933 году семья В. Банцекина переехала в город Сызрань. Там же, после окончания семилетки (с похвальным листом) поступил учеником слесаря в гараж, а затем — электриком на Сызранский завод пищеконцентратов.
В Красной Армии с 1942 года.

## В годы Великой Отечественной войны
В 1942 г. окончил школу связистов. Участник Великой Отечественной войны с февраля 1943 года. Участник Курской битвы.
9-го августа 1943 года, выполняя работы по восстановлению линий связи, поврежденных в ходе Орловской наступательной операции, гвардии сержант Банцекин был окружен отрядом противника. Приняв бой, отважный связист уничтожил 9 гитлеровцев и пробился к своим. Через день, 11 августа, при форсировании Десны наладил телефонную связь через реку. Наткнувшись на минное поле, обезвредил 32 мины, не имея при себе никаких саперных средств. За минным полем обнаружил и уничтожил огневую точку противника.
Таким образом, гвардии сержант Банцекин в одиночку создал плацдарм на правом берегу Десны и удерживал его до прихода своего батальона.
В дальнейшем, в боях у деревни Кулаковка, В. Н. Банцекин уничтожил ещё 17 солдат противника.
В ноябре 1943 года гвардии сержант Банцекин пропал без вести. В розыскном деле имеется запись, что «Банцекин В. Н. ранен и …(неразборчиво)… в пп 81514 6.11.43 г.».
Указом Президиума Верховного Совета СССР от 15 января 1944 года гвардии сержанту Банцекину Василию Николаевичу присвоено звание Героя Советского Союза «за образцовое выполнение боевого задания командования в борьбе с немецко-фашистскими захватчиками и проявленные при этом мужество и героизм»

## Награды
Награждён орденом Ленина, медалью «Золотая Звезда», медалью «За отвагу».

## Память
В парке города Сызрань на Доске героев-сызранцев помещен портрет В. Н. Банцекина. На заводе, где работал Герой, создан уголок памяти.
В 2016 году на Федеральном военном мемориальном кладбище установлен кенотаф.